# Aughrusbeg Machair and Lake SAC
Aughrusbeg Machair and Lake SAC este o arie protejată (arie specială de conservare — SAC, sit de importanță comunitară — SCI) din Irlanda întinsă pe o suprafață de 417,35 ha, integral pe uscat.

## Localizare
Centrul sitului Aughrusbeg Machair and Lake SAC este situat la coordonatele 53°33′27″N 10°09′58″W / 53.5576°N 10.1662°V.

## Înființare
Situl Aughrusbeg Machair and Lake SAC a fost declarat sit de importanță comunitară în iunie 2003 pentru a proteja un număr necunoscut de specii din flora spontană și fauna sălbatică aflate în arealul zonei. Situl a fost protejat și ca arie specială de conservare în septembrie 2021.

## Biodiversitate
Situată în ecoregiunea atlantică, aria protejată conține 3 habitate naturale: Ape oligotrofe din câmpii nisipoase, cu un conținut foarte redus de minerale (Littorelletalia uniflorae), Ape stătătoare oligotrofe până la mezotrofe, cu vegetație de Littorelletea uniflorae și/sau de Isoëto-Nanojuncetea, Pajiști umede nord-atlantice cu Erica tetralix.
La baza desemnării sitului se află un număr nedeclarat de specii protejate.
Pe lângă speciile protejate, pe teritoriul sitului au mai fost identificate 1 specie de plante.